# Első Verwoerd-kormány
Az első Verwoerd-kormány volt Dél-Afrika 13. kabinetje, és egyben az 1961. május 31-én kikiáltott Dél-afrikai Köztársaság első felelős kormánya is.
Hendrik Verwoerd (Nemzeti Párt, a táblázatban NP) 1958. szeptember 2. óta vezette a Strijdom-kabinetet ügyvezető miniszterelnökként, miután Johannes Gerhardus Strijdom súlyosan megbetegedett, és már nem volt képes ellátni miniszterelnöki feladatköreit. Az 1961. október 8-ra kiírt új választás megnyerése után Verwoerd feloszlatta a Strijdom-kabinetet, és megalakította első saját kormányát.

## A kabinet felépítése
A halványan megjelenített sorokban szereplő minisztereket a kormány mandátumának lejárta előtt leváltották.
| Poszt | Poszt                                                                          | Miniszter         | Terminus         | Terminus          | Párt |
| Poszt | Poszt                                                                          | Miniszter         | Kezdete          | Vége              | Párt |
| ----- | ------------------------------------------------------------------------------ | ----------------- | ---------------- | ----------------- | ---- |
|       | Miniszterelnök                                                                 | Hendrik Verwoerd  | 1961. október 8. | 1966. március 30. | NP   |
|       | Védelmi miniszter                                                              | J. J. Fouché      | 1961. október 8. | 1966. március 30. | NP   |
|       | Gazdasági miniszter                                                            | Nico Diederichs   | 1961. október 8. | 1966. március 30. | NP   |
|       | Az oktatás, művészet és tudomány minisztere                                    | Jan de Klerk      | 1961. október 8. | 1966. március 30. | NP   |
|       | Pénzügyminiszter                                                               | T. Dönges         | 1958             | 1966. március 30. | NP   |
|       | Külügyminiszter                                                                | H. Muller         | 1964. január 9.  | 1966. március 30  | NP   |
|       | Külügyminiszter                                                                | E. H. Louw        | 1961. október 8. | 1964. január 9    | NP   |
|       | Erdőügyi miniszter                                                             | F. Waring         | 1965             | 1966. március 30  | NP   |
|       | Erdőügyi miniszter                                                             | W. Maree          | 1964 augusztusa  | 1965              | NP   |
|       | Erdőügyi miniszter                                                             | P. O. Sauer       | 1961. október 8. | 1964 augusztusa   | NP   |
|       | Egészségügyi miniszter                                                         | Albert Hertzog    | 1961. október 8. | 1966. március 30. | NP   |
|       | Belügyminiszter                                                                | Jan de Klerk      | 1961. október 8. | 1966. március 30. | NP   |
|       | Igazságügyi miniszter                                                          | John Vorster      | 1961. október 8. | 1966. március 30. | NP   |
|       | Munkaügyi miniszter                                                            | Alfred Trollip    | 1961. október 8. | 1966. március 30. | NP   |
|       | Bányaügyi miniszter                                                            | Jan Haak          | 1964 augusztusa  | 1966. március 30. | NP   |
|       | Bányaügyi miniszter                                                            | Nico Diederichs   | 1961. október 8. | 1964 augusztusa   | NP   |
|       | Földművelésügyi miniszter                                                      | Dirk Conelius Uys | 1964 augusztusa  | 1966. március 30. | NP   |
|       | Földművelésügyi miniszter                                                      | P. O. Sauer       | 1961. október 8. | 1964 augusztusa   | NP   |
|       | Postaügyi és kommunikációs miniszter                                           | Albert Hertzog    | 1961. október 8. | 1966. március 30. | NP   |
|       | Közmunkaügyi miniszter                                                         | P. W. Botha       | 1964 augusztusa  | 1966. március 30. | NP   |
|       | Közmunkaügyi miniszter                                                         | P. O. Sauer       | 1961. október 8. | 1964 augusztusa   | NP   |
|       | Népjóléti és nyugdíjazási miniszter(átnevezve 1958-ban)                        | J. J. Serfontein  | 1961. október 8. | 1966. március 30. | NP   |
|       | Közlekedési miniszter                                                          | B. J. Schoeman    | 1961. október 8. | 1966. március 30. | NP   |
|       | Vízügyi és földműveléstechnikai miniszter                                      | P. K. le Roux     | 1961. október 8. | 1966. március 30. | NP   |
|       | A bantu területek fejlesztéséért és azok adminisztrációjáért felelős miniszter | M. de Wet Nel     | 1961. október 8. | 1966. március 30. | NP   |
|       | A bantu oktatásért felelős miniszter                                           | W. Maree          | 1961. október 8. | 1966. március 30. | NP   |